# 余如季

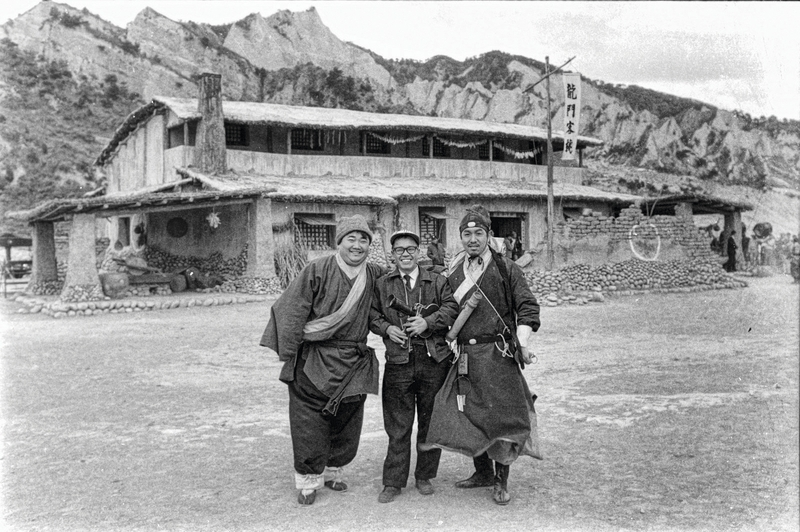
1968年，余如季（中）在電影《龍門客棧》於火焰山所搭設拍攝場景。

余如季（1932年—2016年8月2日）出生於福建漳州，臺灣攝影師。長年紀錄居住地臺中市的樣貌變化，成為臺中的影像活字典。

## 生平

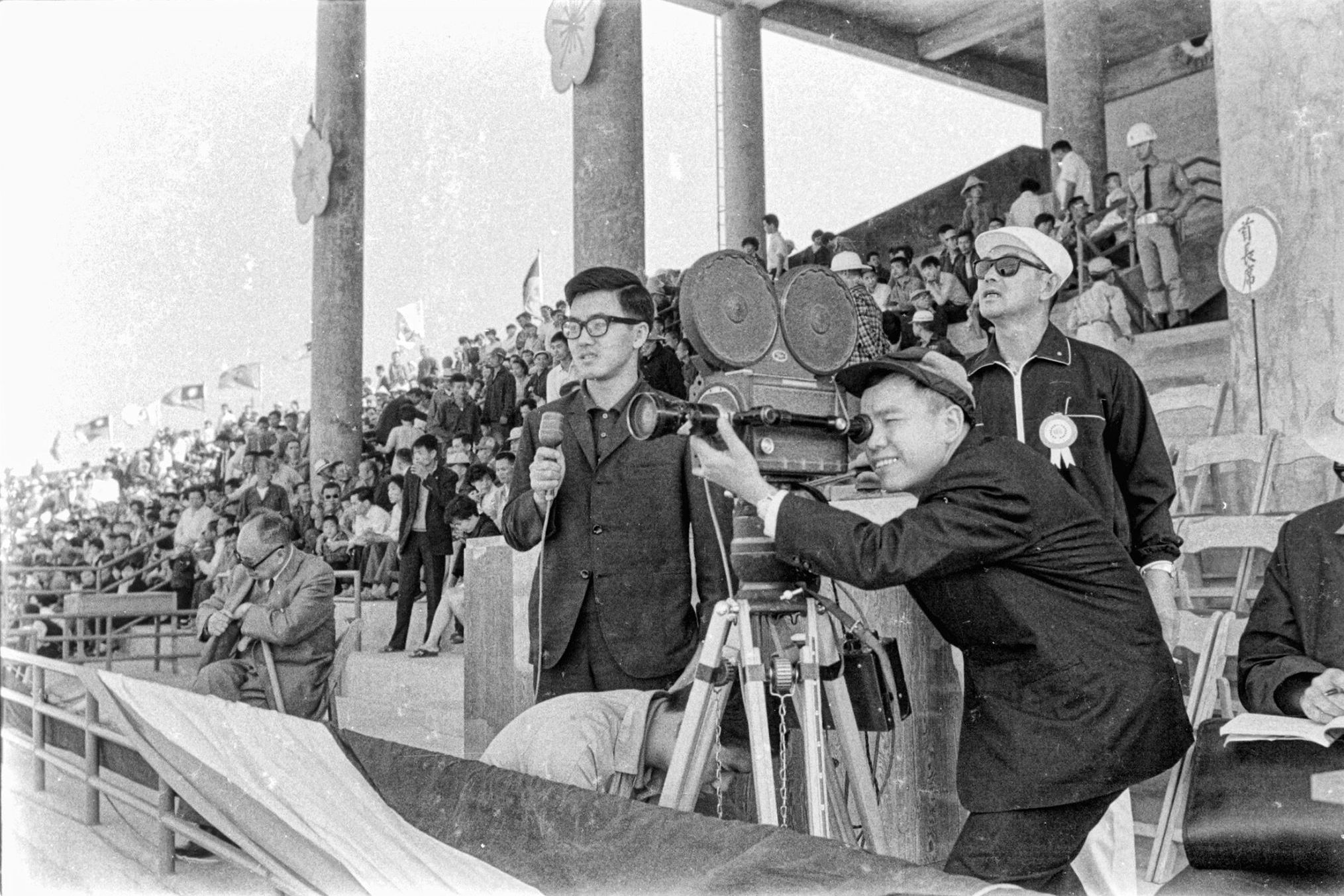
盛竹如（左）與余如季（右）在臺灣省運動會開幕典禮，1965年。

1946年，余如季因雙親過世前往臺中投靠任職臺中女中校長的大姊。 後來，他在因緣際會下接觸到攝影，並開始透過各式各樣的相機及錄影機鏡頭記錄臺灣的演變。1953年，他開始在臺中市政府工作。1960年代，他為臺灣省運動會、漢光演習等活動拍攝紀錄片，並由此開始其報導攝影職業生涯，成為多家報社及電視台的特約攝影記者。同時，他也耗時7年於臺中市北屯國小附近觀察並記錄下白鷺鷥的生態；該作品後來被剪輯加入電影《白鷺人家》劇情中，並獲得金馬獎、亞洲影展等獎項及肯定。
余如季曾目睹綠川因其周遭攤販髒亂不已，並因而發起活動呼籲大眾及臺中市政府重視該問題，又在臺中市政府將攤販遷至建國市場舊址後參與於河畔同心公園整建事務。此外，余如季曾獲美國國務院邀請前往美國進行為期一年的參訪活動，並在回程經過非洲時記錄了當地農耕隊的活動、在地生態及原住民的生活；後來，他以《木瑟心聲》、《塘鵝篇》、《農耕隊紀錄》等名稱發表相關作品並獲得電視金鐘獎。

## 獎項及榮譽
- 第十四屆亞洲影展 (1967年，《白鷺人家》)
- 第五屆國際兒童影展最高推崇獎 (1967年，《白鷺人家》)[7]
- 金馬獎
- 電視金鐘獎[2]

## 链接
- 余如季 （页面存档备份，存于）在臺中市美術家資料館的個人頁面
- 《美哉台中》 （页面存档备份，存于）在國史館臺灣文獻館電子報的介紹